# كفر البرامون
قرية كفر البرامون هي إحدى القرى التابعة لمركز المنصورة في محافظة الدقهلية في جمهورية مصر العربية. حسب إحصاءات سنة 2006، بلغ إجمالي السكان في كفر البرامون 7036 نسمة، منهم 3592 رجل و3444 امرأة.